# 18780 Кунчам
18780 Кунчам (18780 Kuncham) — астероїд головного поясу, відкритий 10 травня 1999 року.
Тіссеранів параметр щодо Юпітера — 3,629.